# Hannes Reinmayr
Hannes Reinmayr est un footballeur autrichien né le 23 août 1969 à Vienne, qui évoluait au poste d'attaquant au SK Sturm Graz et en équipe d'Autriche.
Reinmayr a marqué quatre buts lors de ses quatorze sélections avec l'équipe d'Autriche entre 1993 et 1999.

## Palmarès

### En équipe nationale
- 14 sélections et 4 buts avec l'équipe d'Autriche entre 1993 et 1999.

### Avec le Sturm Graz
- Vainqueur du Championnat d'Autriche de football en 1998 et 1999.
- Vainqueur de la Coupe d'Autriche de football en 1996, 1997 et 1999.